# Azilsartan
Azilsartan je antagonist angiotenzinskog II receptora koji se koristi za tretman hipertenzije. Ovaj lek je razvilo preduzeće Takeda. 
On je u prodaji pod imenom Edarbi kao prolek azilsartan medoksomil (TAK-491). FDA je 25. februara 2011. odobrila azilsartan medoksomil za tretman visokog krvnog pritiska kod odraslih osoba. Sledeće godine je odobren u Kanadi za lečenje blage do umerene hipertenzije.

## Osobine
| Osobina                  | Vrednost |
| ------------------------ | -------- |
| Broj akceptora vodonika  | 10       |
| Broj donora vodonika     | 1        |
| Broj rotacionih veza     | 10       |
| Particioni koeficijent ( | 5,3      |
| Rastvorljivost (logS, log(mol/L))       | -7,5     |
| Polarna površina (PSA, Å2)  | 139,6    |

## Spoljašnje veze
|  | Molimo Vas, obratite pažnju na važno upozorenje u vezi sa temama iz oblasti medicine (zdravlja). |